# Arciechów (powiat wołomiński)

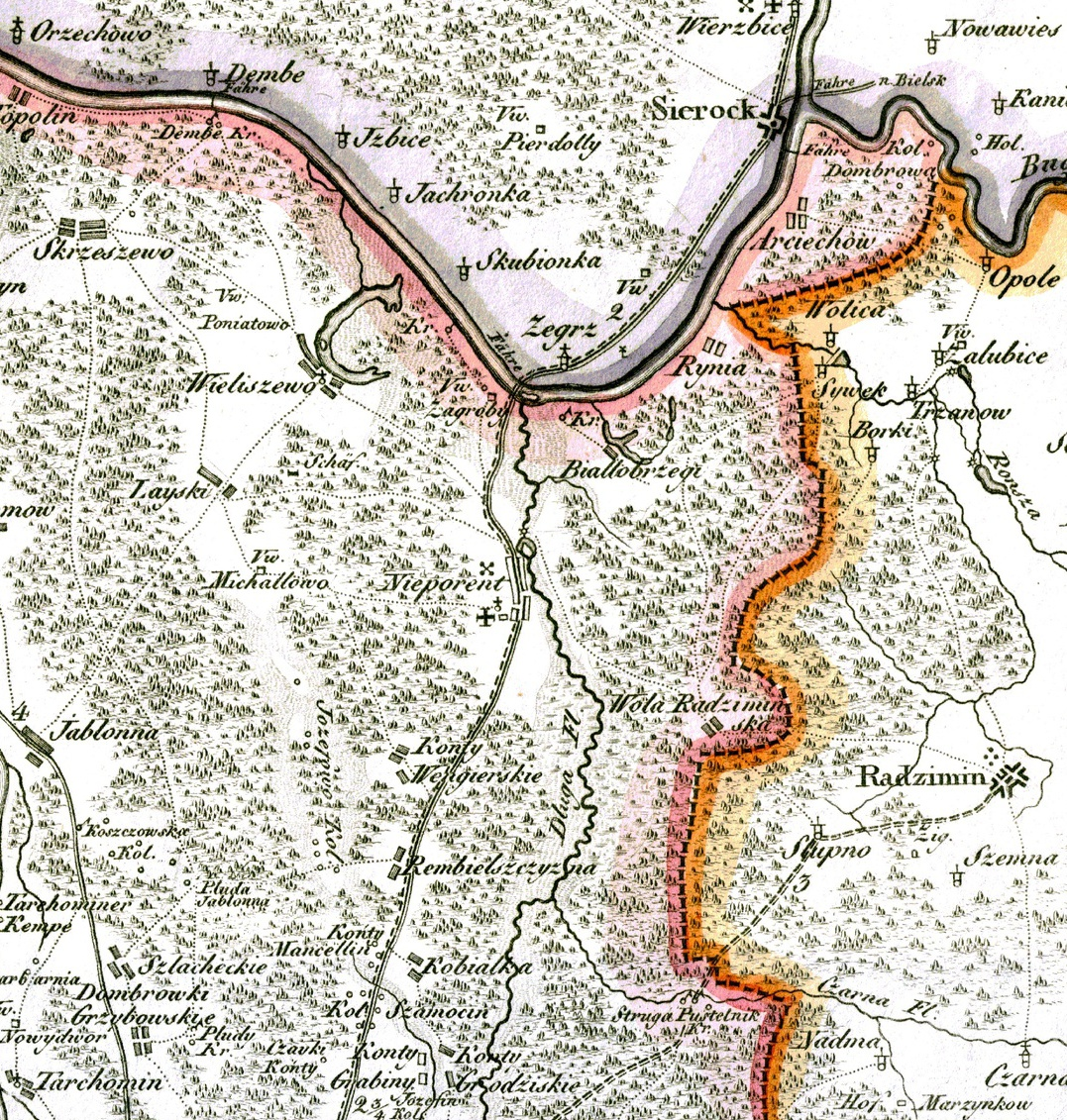
Okolice Arciechowa w 1802 roku, w tym czasie granica Arciechowa stanowiła granicę Królestwa Pruskiego (Prusy Południowe)

Arciechów – wieś w Polsce położona w województwie mazowieckim, w powiecie wołomińskim, w gminie Radzymin. Ma status sołectwa.
Miejscowość o charakterze letniskowo-rekreacyjnym znajdująca się nad samym brzegiem Zalewu Zegrzyńskiego (5 km linii brzegowej), położona w odległości 17 km od granic Warszawy, 10 km od Nieporętu oraz 13 km od centrum Radzymina. Cała miejscowość leży w granicach Warszawskiego Obszaru Chronionego Krajobrazu.
Prywatna wieś szlachecka Arciechowo położona była w drugiej połowie XVI wieku w powiecie kamienieckim ziemi nurskiej województwa mazowieckiego. W latach 1975–1998 miejscowość należała administracyjnie do województwa warszawskiego.
Do 1992 r. miejscowość Arciechów należała do parafii Serock.
W XX w. przez kilkadziesiąt lat funkcjonowała stała przeprawa promowa z Arciechowa do Serocka przez rzekę Narew. W 2019 roku, po wieloletniej przerwie, uruchomiono wakacyjne przeprawy katamaranem na tej samej trasie. Odbywają się w każdy weekend wakacji i cieszą się niesłabnącą popularnością wśród turystów.
Przez miejscowość wytyczony został szlak rowerowy, prowadzący ze Starych Załubic do Tłuszcza oraz pieszy Radzymiński Szlak Krajoznawczy (na trasie Marki Struga – Dąbrowa – Myszyniec – Wolica), wiodący m.in. wzdłuż wału przeciwpowodziowego nad Jeziorem Zegrzyńskim, cmentarzysko kurhanowe z epoki żelaza, rzekę Rządzę oraz przez obszary leśne.
Od 2017 r. sołtysem Arciechowa jest Barbara Karwowska.

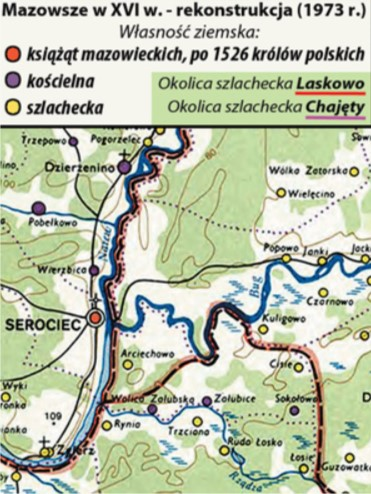
Okolice Arciechowa w XVI w.

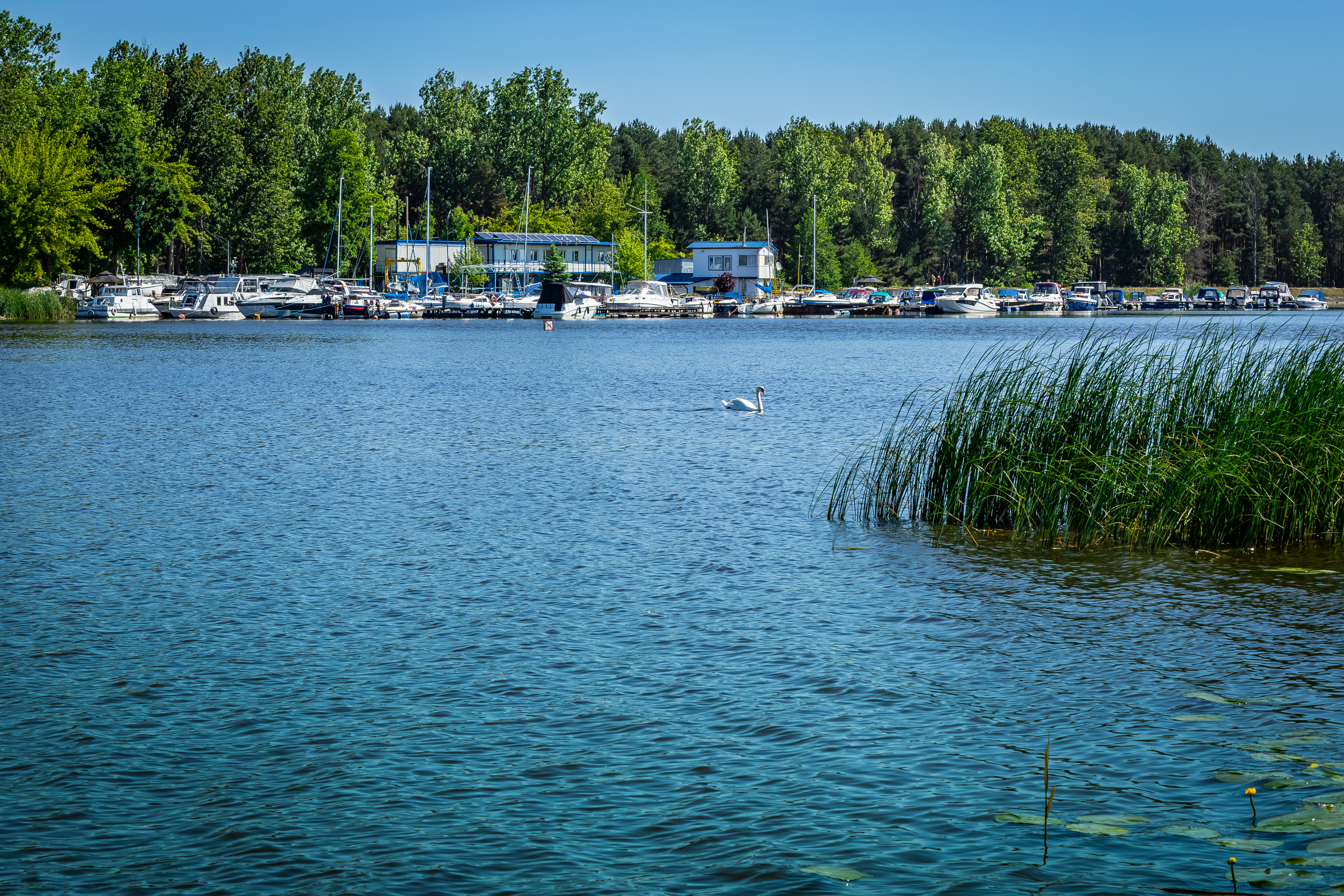
Port Politechniki Warszawskiej "Wolica" nad Rządzą, widziany z Ryni.

## Integralne części miejscowości
| Identyfikator SIMC | Nazwa części | Rodzaj części | Ulice |
| ------------------ | ------------ | ------------- | --- |
| 0007545            | Myszyniec    | przysiółek    | Aleja Wojciechowskiego, Jaworowa, Mirabelki, Modrzewiowa, Myszyniec, Orzechowa, Przystań, Sasanki, Skalista, Słoneczna, Wypoczynkowa, Żeglarska |
| 0007551            | Dąbrowa      | przysiółek    | Bielika, Bosmańska, Bukietowa, Dąbrowiecka, Flory, Jastrzębia, Krokusowa, Ogólna, Okrąglica, Pod Dębami, Pod Świerkami, Serocka, Starych Dębów  |

Przysiółek Myszyniec położony jest w północno-zachodniej części gminy Radzymin, charakteryzuje się dość zwartą zabudową zlokalizowaną wzdłuż dróg gminnych. Przeważa zabudowa mieszkaniowa jednorodzinna wolnostojąca, usługowa oraz zabudowa rekreacji indywidualnej.
Dąbrowa położona jest w północnej części gminy, jej północną granicę wyznacza rzeka Bug. Przeważają obszary o dominującej funkcji łąk, pastwisk i zieleni nieurządzonej. Zabudowa mieszkaniowa jednorodzinna, rekreacji indywidualnej oraz zagrodowa występuje jednostkowo i jest rozproszona. W 2019 r., w wyniku konsultacji społecznych, przysiółek Dąbrowa wszedł w skład sołectwa Opole (Nowe Załubice).

## Transport
Arciechów połączony jest z Radzyminem linią autobusową (R5), zsynchronizowaną z odjazdami SKM z/do m.st. Warszawy oraz 738.
Do 2021 r. funkcjonowała linia R6, dowożąca mieszkańców północnej części gminy, w tym Arciechowa, do stacji SKM w Nieporęcie.
| Przystanki na terenie Arciechowa | Przystanki na terenie Arciechowa | Przystanki na terenie Arciechowa |
|                                  | Nazwa przystanku                 | Linia                            |
| -------------------------------- | -------------------------------- | -------------------------------- |
|                                  | Jaworowa 01                      | R5                               |
|                                  | Żeglarska 01                     | R5                               |
|                                  | Słoneczna 01                     | R5                               |
|                                  | Arciechów                        | R5                               |
|                                  | Zegrzyńska 01                    | R5                               |
|                                  | Jaworowa 02                      | R5                               |

### Przedwojenne plany wąskotorowej kolei do Serocka
Na początku XX w., Rosjanie mieli plany rozwoju transportu kolejowego na terenie okupowanej Polski. Jedne z nich uwzględniały budowę linii kolejki wąskotorowej na trasie Radzymin – Myszyniec – Serock – Przasnysz. Plan ten zakładał oparcie egzystencji kolejki głównie na dowozie płodów rolnych z tamtych terenów do Warszawy. Dobrze przemyślany i opracowany projekt kolejki przekreślił wybuch I wojny światowej.

## Sąsiadujące miejscowości
Miejscowości sąsiadujące z Arciechowem:

- Stare Załubice
- Nowe Załubice
- Rynia
- Zegrzynek
- Cupel
- Serock (miasto)
- Jadwisin
- Popielarze

## Osoby związane z miejscowością

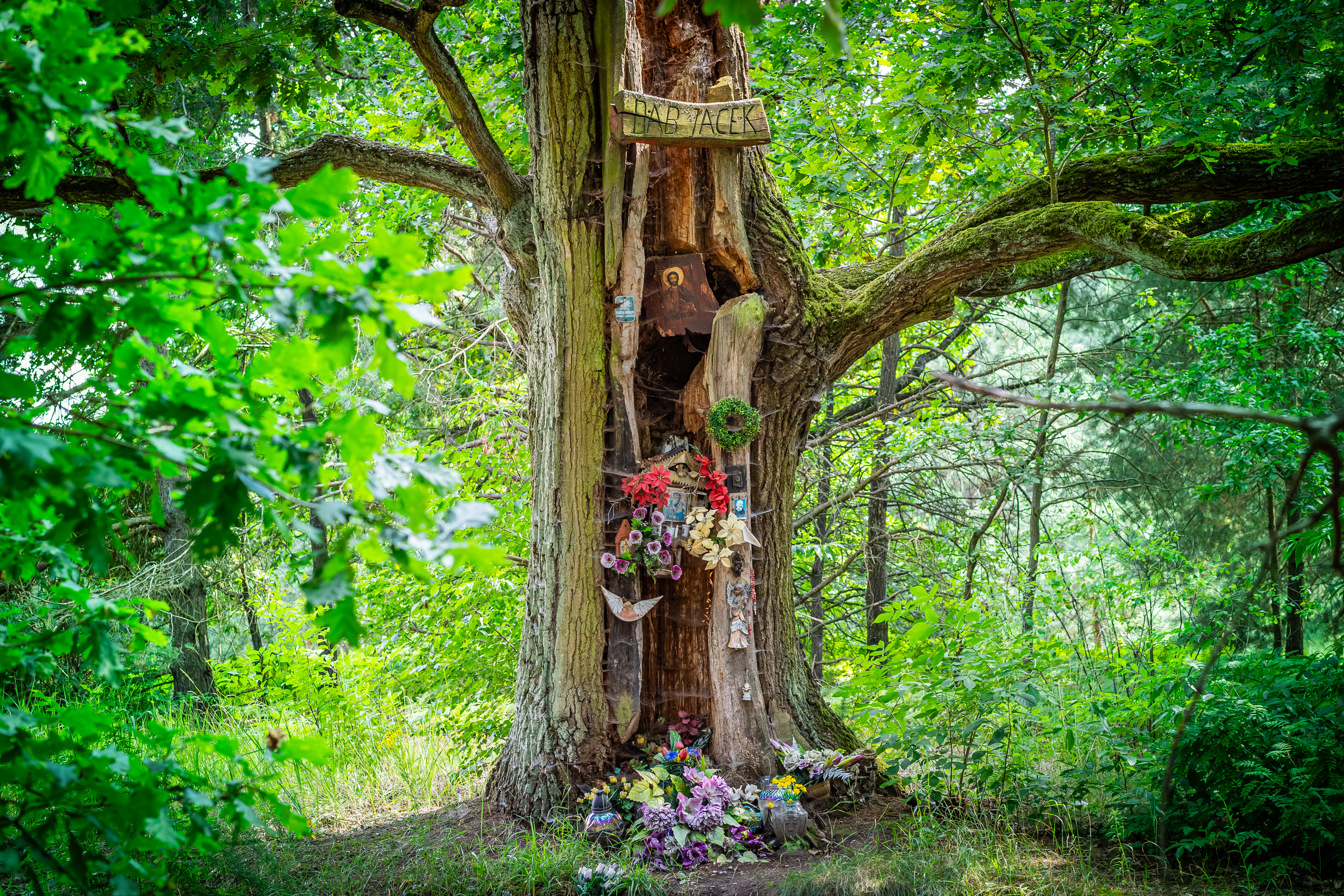
dąb "Jacek", kapliczka upamiętniająca dziennikarza RDC Jacka Filipowicza

- Ewa Sałacka (ur. 3 maja 1957 w Warszawie, zm. 23 lipca 2006 w Arciechowie) – polska aktorka teatralna,
- Józef Kazimierz Wojciechowski (ur. 17 stycznia 1947) – jeden z najbogatszych Polaków, kilkanaście lat temu w Arciechowie wybudował swoją prywatną posiadłość,
- Konstanty Mikołaj Radziwiłł herbu Trąby (ur. 10 lipca 1902 w Sichowie, zm. 14 września 1944 w Zegrzu) – ziemianin, oficer Armii Krajowej i ostatni właściciel dóbr zegrzyńskich (w tym Arciechowa).

## Odkrycia archeologiczne
Pod koniec lat 90. XX w. na terenie Arciechowa odnaleziono cmentarzysko kurhanowe, według archeologów znalezisko zostało określone jedynym na terenie gminy Radzymin obiektem tego typu o własnej formie krajobrazowej. Cmentarz z epoki żelaza (I-IV w. n.e.) został wpisany do rejestru zabytków 4 kwietnia 1996 roku pod nr A-1617.